# Peter Fischli und David Weiss
Peter Fischli (* 8. Juni 1952 in Zürich) und David Weiss (* 21. Juni 1946 in Zürich; † 27. April 2012 ebenda), oftmals kurz Fischli/Weiss, waren ein Künstlerduo, das seit 1979 zusammenarbeitete. Sie zählten zu den renommiertesten Gegenwartskünstlern der Schweiz. Ihre bekannteste Arbeit ist der Film Der Lauf der Dinge, der 1987 während der documenta 8 zu einem Publikumserfolg wurde und sie international bekannt machte.

## Leben

### Peter Fischli
Fischli studierte von 1975 bis 1976 an der Academia dei Belle Arti in Urbino und von 1976 bis 1977 an der Academia dei Belle Arti in Bologna. Vor der Zusammenarbeit mit David Weiss stellte er u. a. in der Akademie in Bologna aus. Fischli ist der Sohn des Architekten, Malers und Bildhauers Hans Fischli, den er als Geschmackspolizei, aber auch als spielerischen, poetischen Bohemien beschrieb.

### David Weiss

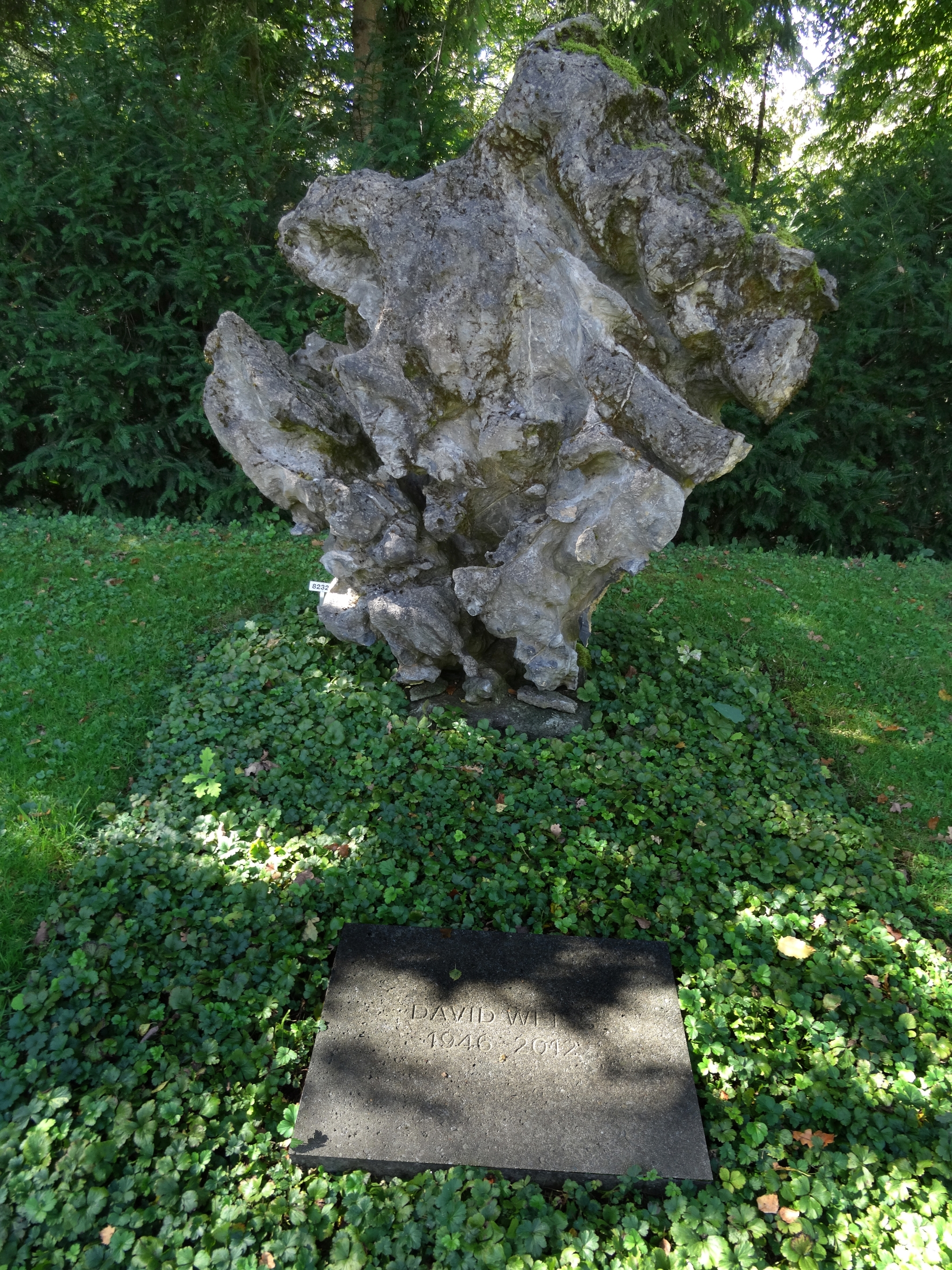
Grab, Friedhof Enzenbühl in Zürich.

Weiss absolvierte 1963 bis 1964 den Vorkurs an der Kunstgewerbeschule Zürich und studierte anschliessend bis 1965 Bildhauerei an der Kunstgewerbeschule Basel. Vor seiner Zusammenarbeit mit Fischli stellte er von 1976 bis 1979 in mehreren europäischen Galerien aus. Von 1970 bis 1979 veröffentlichte er Bücher in Zusammenarbeit mit Urs Lüthi. Im September 2011 erkrankte Weiss an Krebs. Er verstarb am 27. April 2012 in Zürich. Das Schweizer Fernsehen sendete am 2. Mai 2012 einen Nachruf mit dem Titel Witziger Feinsinn. Er fand seine letzte Ruhestätte auf dem Zürcher Friedhof Enzenbühl.

## Werk
Für ihre Arbeiten bedienten sie sich einer grossen Bandbreite der künstlerischen Ausdrucksformen vom Film über die Fotografie und Künstlerbücher bis hin zu Plastiken aus unterschiedlichsten Materialien und Multimedia-Installationen. Sie adaptierten Gegenstände und Situationen des Alltags, die sie mit Humor und Ironie in einen künstlerischen Kontext brachten und so philosophische und theoretische Fragen nach der Erklärung der Welt stellten. Kunstkritiker sahen in der oftmals parodierenden Haltung ihrer Arbeiten Parallelen zu Künstlern wie Marcel Duchamp, Dieter Roth oder Jean Tinguely. Fischli/Weiss vertraten mehrfach die Schweiz bei der Biennale in Venedig. Beide lebten und arbeiteten in Zürich.
Das erste gemeinsame Werk der beiden Künstler war 1979 Wurstserie, eine Serie von zehn Fotografien, für die sie im eigenen Kühlschrank gefundene Würste und Wurstscheiben mit Abfällen zu unterschiedlichen Situationen des Alltags arrangierten. 1980 drehten sie ihren ersten Film auf Super 8. In Der geringste Widerstand spazieren die beiden als Bär und Ratte verkleidet durch Hollywood, hinterfragen das Leben und schreiben ein Buch.

„Ich hasse dieses Chaos auf der Welt. Nichts funktioniert. Alles ist hoffnungslos und traurig.“

Die alltäglichen, scheinbar banalen Themen und Gegenstände bekamen dadurch ihre Aussage, dass sie in Beziehung zueinander gesetzt wurden oder unerwartet im Kontext eines Museums oder einer Ausstellung auftauchten. In ihrem Film Sichtbare Welt setzten sie Aufnahmen des Schweizer Mittellands gegen den subtropischen Regenwald und den Sonnenuntergang in Venedig neben die Stadt Los Angeles. Die Serie Untitled (Flowers) vereinigt Fotografien von Blumen der unterschiedlichsten Orte der Welt durch Doppelbelichtung in einem Bild. Oft entstehen Serien von Arbeiten, die manchmal über Jahre hinweg weitergeführt werden. Diese Arbeiten können alleine für sich stehen oder in Beziehung zueinander gesehen werden. Ein typisches Beispiel dafür ist die Serie Airport, eine Sammlung von Fotografien von Situationen auf Flughäfen, die in einem Bildband 1989 zusammengefasst wurden, die aber bis in die heutige Zeit fortgesetzt wird.
In ihren Fotoserien porträtierten sie alltägliche Szenen, wie die auf Flughäfen, im Urlaub oder Vorstadthäuser. Die Arbeiten entstanden während zahlreicher Reisen, aber auch in dem direkten Umfeld ihrer Heimatstadt Zürich. Die Installationen und Skulpturen, wie der Raum unter der Treppe im Museum für Moderne Kunst in Frankfurt, bekamen ihre Doppeldeutigkeit durch die verwendeten Materialien, oftmals Polyurethan, so dass sie nur durch das verringerte Gewicht von echten Gegenständen zu unterscheiden sind.
In späteren Jahren gehörten Multimedia-Installationen und Projektionen zu ihren Arbeiten, wie ihr Beitrag für die Biennale 2003. Hunderte scheinbar sinnlose Fragen wie „Warum geschieht nie Nichts? Kommt ein Bus? War ich noch nie ganz wach? Kommen Meinungen von selbst? Muss ich mir den Tod vorstellen wie eine Landschaft mit einem Haus wo man hineingehen kann und ein Bett steht wo man schlafen kann? Stimmen meine Säfte? Bellt der Hund die ganze Nacht? Gibt es die Welt auch ohne mich? Ist meine Dummheit ein warmer Mantel?“ wurden in kurzer Abfolge an die Wand projiziert, ohne Antworten zu geben. Für die Arbeit erhielten sie den Goldenen Löwen für das beste Kunstwerk der Biennale.
Ihre Arbeiten sind in zahlreichen Museen auf der ganzen Welt vertreten, wie dem Solomon R. Guggenheim Museum in New York, dem Museum of Modern Art in New York, der Tate Modern in London, dem Kunsthaus Zürich, dem Kunstmuseum Basel, dem Museo Cantonale d’Arte in Lugano, dem Museum für Moderne Kunst in Frankfurt am Main oder der Kunstsammlung Nordrhein-Westfalen.

### Filme
- 1981: Der geringste Widerstand, 8 mm auf 16 mm vergrößert, 30 Minuten, Farbe, Ton[6]
- 1983: Der rechte Weg, 16 mm, 52 Minuten, Farbe, Ton
- 1987: Der Lauf der Dinge, 16 mm, 30 Minuten, Farbe, Ton, die Kamera folgt dem Lauf einer Rube-Goldberg-Maschine[7]
- 1992: Kanalvideo, Videozusammenschnitt von Originalaufnahmen des Kanalüberwachungsdiensts Zürich
- 1995: Ohne Titel (Venedig Arbeit), 96 Stunden Videomaterial mit Ausflügen ins Zürcher Umland und Alltagsszenen aus Zürich
- 2001: Büsi (Kitty), DVD, 6″30′, Aufnahme einer milchschleckenden Katze, in Endlosprojektion[8]
- 2003: Hunde, DVD, Farbe, in Endlosprojektion

### Fotoserien
- 1979: Wurstserie, Fotoinszenierung mit Wurstscheiben, Würsten und Abfall
- 1985: Stiller Nachmittag, Fotoinszenierung mit Alltagsgegenständen
- 1989: Surrli, 3 Cibachromes und 162 farbige Kleinbilddias, entstanden mit der „Surrli“-Maschine
- 1991: Bilder, Ansichten, 12 C-Prints auf Aluminium mit Motiven aus aller Welt
- 1993: Siedlungen, Agglomeration, Fotoserie über einen Zürcher Vorort
- 1998: Ohne Titel (Blumen), 111 doppelbelichtete Farbdias mit Blumenmotiven
- 1998: Ohne Titel (Pilze), 162 doppelbelichtete Farbdias mit Pilzmotiven
- 2002: Visible World, 3000 farbige Dias mit Motiven aus aller Welt
- 2004: An Unsettled Work, 162 farbige Kleinbilddias mit Doppelbelichtungen, übertragen auf DVD
- 2005: Fotografias, Schwarzweiß-Fotoserie mit Fantasy-Motiven

### Skulpturen

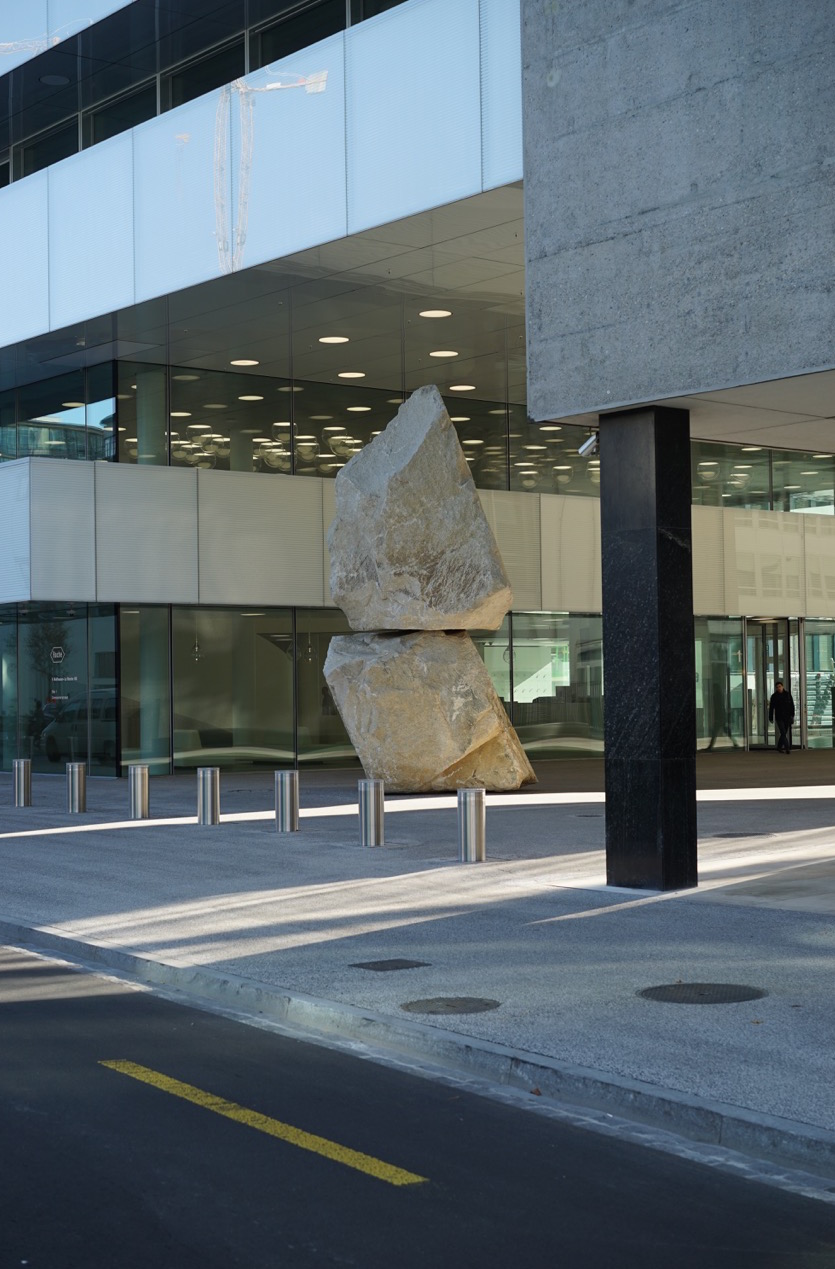
Zwei Steine, Basel 2015.

- 1981: Plötzlich diese Übersicht, Werkgruppe bestehend aus über 350 Plastiken aus ungebranntem Ton
- 1983: Fieber, 10 Polyurethan-Skulpturen
- 1984: Grosser Topf, 1,40 Meter hoher Topf aus Polyurethan, innenseitig mit Fragen beschriftet
- 1984: Betonlandschaften, 3 Betonskulpturen
- 1985: Metaphysische Skulpturen, 6 Polyurethan-Skulpturen
- 1986/87: Gummiskulpturen, 24 Nachbildungen diverser Gegenstände aus schwarzem Gummi
- 1988/89: Ohne Titel (Hostessen), 9 Gipsmodelle von Frauen
- 1990: Schneemann, Eisskulptur in Kühlvitrine
- 1992/93: Tisch, 750 Polyurethan-Nachbildungen diverser Objekte

### Installationen

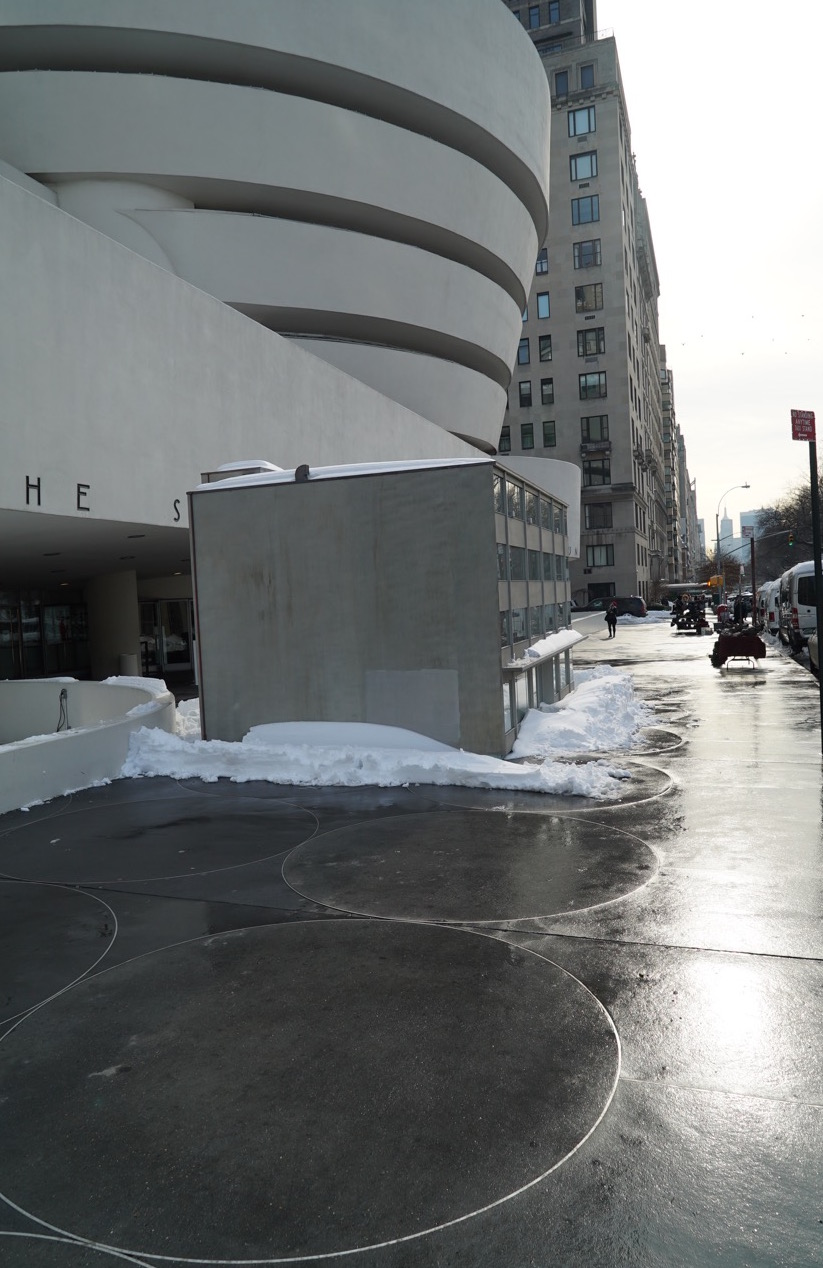
Installation "Haus", Fischli/Weiss, New York 2016

- 1982: Mad Max, Installation mit Polyurethan-Skulpturen
- 1987: Haus, Nachbildung eines Hauses im Maßstab 1:5, Holz, Farbe, Plexiglas
- 1991: Garage, Installation mit Polyurethan-Nachbildungen diverser Gegenstände
- 1991: Ohne Titel, Installation originaler Gegenstände in Küchenschrankwand
- 1991: How To Work Better, Fassadenaufschrift (in Zürich-Oerlikon) und Siebdrucke auf Papier
- 1992: Ohne Titel, 50 Vitrinen mit Konsumgütern in der Börse Zürich
- 1993: Raum unter der Treppe, Feste Installation im Museum für Moderne Kunst, Frankfurt am Main
- 1995: Ohne Titel, Installation mit Polyurethan-Nachbildungen diverser Gegenstände
- 1996: Empty Room, Installation mit Polyurethan-Nachbildungen diverser Gegenstände
- 1996: Ohne Titel (Zwei identische Gruppen), Installation mit 42 Polyurethan-Nachbildungen diverser Gegenstände
- 1997: Garten, Blumen- und Gemüsegarten mit diversen Originalgegenständen
- 1999: Ein Weg durch das Moor, etwa 1,2 km langer Holzbohlenweg
- 2000: Untitled, Installation mit Polyurethan-Nachbildungen diverser Gegenstände
- 2003: Fragen Projektion, Projektion von 1200 Kleinbilddias mit handgeschriebenen Fragen, Biennale Venedig

### Publikationen/Kunstbücher
- Wurstserie, 7/10 der Fotoinszenierungen abgedruckt im HOW TO magazine #2 (Memento vom 6. Mai 2009 im Internet Archive), 2007, ISSN 1864-8614
- Fischli/Weiss: Fragen & Blumen, Vice Versa; Auflage: 1 (2006), ISBN 978-3-905770-08-7
- Peter Fischli & David Weiss. Fotografias, Walther König, Köln 2005, ISBN 3-88375-974-0
- Der Lauf der Dinge, PAL-DVD, 2005; ISBN 978-90-5469-144-0
- Findet mich das Glück?, Walther König, Köln 2003, ISBN 3-88375-630-X
- Sichtbare Welt, Walther König, Köln 2000, ISBN 3-88375-433-1
- Musée d’art moderne Paris, 35 einzelne Kunstdrucke, Walther König, Köln 2000
- Gärten, Edition Florian Matzner, Oktagon, Köln 1998, ISBN 3-89611-043-8
- Peter Fischli/David Weiss. Biennale Venedig 1995, 1995, ISBN 3-906700-91-7
- Siedlungen, Agglomeration, Edition Patrick Frey, Zürich 1992
- Bilder, Ansichten, Edition Patrick Frey, Zürich/Secession, Wien 1990
- Airports, Fotoband, Edition Patrick Frey/IVAM, Valencia 1989
- Der Lauf der Dinge, VHS-Kassette, 1989 (siehe auch Filme)
- mit Elizabeth Armstrong, Arthur C. Danto, Boris Groys: In a Restless World, 1996, ISBN 0-935640-51-7 (englisch)

## Auszeichnungen
- 1985: Eidgenössisches Kunststipendium
- 1994: Kunstpreis der Stadt Zürich
- 2001: Peill-Preis der Günther-Peill-Stiftung
- 2003: Goldener Löwe für das beste Kunstwerk der 50. Biennale Venedig
- 2006: Roswitha Haftmann-Preis
- 2008: kulturnews-Award der Zeitschrift kulturnews für die beste Ausstellung 2008
- 2010: Wolfgang-Hahn-Preis

## Ausstellungen (Auswahl)

### Einzelausstellungen
- 1985: Kölnischer Kunstverein, Köln
- 1985: Peter Fischli/David Weiss, Kunsthalle Basel, Basel
- 1987: Museum of Contemporary Art, Los Angeles
- 1988: Centre d’art contemporain Genève, Genf
- 1990: Kunstverein München, München
- 1991: Wiener Secession, Wien
- 1992: Musée National d’Art Moderne, Centre Georges Pompidou, Paris
- 1993: Musée d’Art et d’Histoire, Genf
- 1993: Kunsthalle Zürich, Zürich
- 1995: Arbeiten im Dunkeln, Schweizer Pavillon auf der Biennale Venedig XLVI und Kunsthaus Zürich
- 1996: Peter Fischli and David Weiss: In a Restless World, Walker Art Center, Minneapolis, als Wanderausstellung auch in anderen Städten der USA und Europa
- 1997: Centre pour l’Image Contemporaine saint Gervais Genève, Genf
- 1998: Sprüth Magers, Köln
- 1999: ARC Musée National d’Art Moderne de la Ville de Paris
- 2000: Sichtbare Welt, Plötzlich diese Übersicht, Grosse Fragen-Kleine Fragen, Museum für Gegenwartskunst, Basel
- 2001: Fischli & Weiss. Mundo visível, Museu Serralves, Porto
- 2002: Museum Ludwig, Köln
- 2004: kestnergesellschaft, Hannover
- 2006: Tate Modern, London
- 2007: Musée d’Art Moderne, Paris
- 2007: Kunsthaus Zürich
- 2008: Fragen und Blumen Deichtorhallen, Hamburg
- 2014: David Weiss. Werke 1968 bis 1979., Bündner Kunstmuseum, Chur[9]

### Gruppenausstellungen
- 1987: documenta 8, Kassel
- 1988: Aperto, Gruppenausstellung bei der Biennale Venedig
- 1989: 20. Biennale von São Paulo, als offizielle Vertreter der Schweiz
- 1990: Biennale of Sydney
- 1992: Projekt Schweiz, Kunsthalle Basel
- 1992: Swiss Pavillon, Expo 1992, Weltausstellung in Sevilla
- 1993: Post Human, Deichtorhallen, Hamburg
- 1995: Zeichen und Wunder, Kunsthaus Zürich
- 1996: Now Here, Louisiana Museum of Modern Art, Humlebæk (Dänemark)
- 1997: Documenta X, Kassel
- 1998: Eight people from Europe, The Museum of Modern Art Gunma, Gunma (Japan)
- 1998: Biennale of Sydney
- 1999: Un musée en appartement. Une exposition de toutes les gravures, multiples et photopraphies, publiés par Parkett, Centre pour l’image contemp. Saint-Gervais, Genf
- 1999: Contemporary Swiss Art, The Museum of Contemporary Art – Ludwig Museum Budapest
- 2000: Pero mira como, Museo El Centro de la Imagen, Mexiko-Stadt
- 2001: Vom Eindruck zum Ausdruck. Grässlin Collection, Deichtorhallen, Hamburg
- 2002: COL LECCIO MACBA, Museu d’Art Contemporani de Barcelona
- 2003/2004: fast forward Media Art Sammlung Goetz, Zentrum für Kunst und Medientechnologie, Karlsruhe
- 2005: Neue Räume, Pinakothek der Moderne München
- 2005: Jenseits von Arkadien – Natur und Landschaft in der zeitgenössischen Fotografie, Pinakothek der Moderne München
- 2006: artgames – Analogien zwischen Kunst und Spiel, Ludwig Forum für Internationale Kunst, Aachen
- 2013: Plötzlich diese Übersicht/Suddenly This Overview (1981-2012), Zentrale Ausstellungshalle bei der 55. Biennale Venedig
- 2016: Alexander Calder & Fischli/Weiss, Fondation Beyeler, Riehen, 29. Mai bis 4. September 2016. Katalog.